# La Dame au manteau d'hermine
Pour plus de détails, voir Fiche technique et Distribution.
La Dame au manteau d'hermine (titre original : That Lady in Ermine)  est un film musical américain en technicolor réalisé par Ernst Lubitsch et Otto Preminger, sorti en 1948. 

## Synopsis
En 1861, la comtesse Angelina, souveraine de la principauté de Bergame, se marie avec Mario, un baron qu'elle connaît depuis l'enfance. Avant que le mariage ne soit consommé, les hussards du colonel Teglash franchissent la frontière et se dirigent vers le château et Mario s'enfuit. A minuit, les peintures de la galerie des ancêtres reviennent à la vie et leurs sujets demandent à Francesca, l'ancêtre d'Angelina qui lui ressemble comme deux gouttes d'eau, de sauver le château comme elle l'a déjà fait au xvie siècle. Quand Teglash investit le château, il est intrigué par ce portrait d'une dame en manteau d'hermine mais pieds nus.
Un flash-back nous permet de comprendre ce qui s'est passé il y a 300 ans. Alors que le château était assiégé par un duc hongrois et l'assaut prêt à être donné, Francesca est venu s'offrir à son envahisseur, qui a ensuite ordonné le repli de ses troupes avant de succomber. Francesca a en effet poignardé le duc, sans doute parce qu'elle craignait d'être en train de tomber amoureuse de lui (c'est en tout cas l'explication du majordome).
Déguisé en gitan, Mario revient au château, mais se fait capturer. Teglash, qui n'est pas dupe de son identité, tente de le piéger en lui demandant de jouer un morceau de violon, Mario s'en sort en jouant merveilleusement bien. Teglash propose à Angelina de libérer Mario si elle accepte de dîner avec lui. Angelina ne vient pas et Teglash s'endort. Francesca lui envoie alors un rêve dans lequel il flirte et danse avec Angelina. Le lendemain matin, Teglash se rend compte qu'il a rêvé, mais fait libérer Mario. Ce dernier est jaloux et se demande ce qu'a fait sa femme afin d'obtenir sa libération. Le temps passe, mais Teglash pleure encore la perte d'Angelina. Une nuit, alors qu'il dort, elle arrive et tombe endormie dans une chaise près de son lit. Quand il se réveille en sursaut, Angelina, qui n'est plus avec Mario, lui propose le mariage.

## Fiche technique
- Titre original : That Lady in Ermine
- Titre français : La Dame au manteau d'hermine
- Réalisation : Ernst Lubitsch et Otto Preminger
- Production : Ernst Lubitsch
- Société de production : Twentieth Century Fox
- Scénario : Samson Raphaelson d'après une opérette de Rudolph Schanzer et Ernst Welisch (1919)
- Directeur de la photographie : Leon Shamroy
- Montage : Dorothy Spencer
- Direction musicale : Alfred Newman
- Musique : Frederick Hollander
- Chorégraphe : Hermes Pan
- Direction artistique : J. Russell Spencer et Lyle R. Wheeler
- Décors : Thomas Little et Walter M. Scott
- Costumes : René Hubert et Charles Le Maire
- Pays d'origine :  États-Unis
- Langue originale : anglais
- Format : couleur (Technicolor) – 35 mm – 1,37:1 – mono (Western Electric Recording)
- Genre : Comédie, fantastique et film musical
- Durée : 89 min
- Dates de sortie :
  - États-Unis :  24 août 1948 (New York)
  - France : 7 octobre 1949
- Affiche : Boris Grinsson (France)

## Distribution
- Betty Grable : Francesca / Angelina
- Douglas Fairbanks Jr. : le colonel Ladislas Karolyi Teglas / le duc
- Cesar Romero : Mario
- Walter Abel : le major Horvath
- Reginald Gardiner: Alberto
- Harry Davenport : Luigi
- Virginia Campbell : Theresa
- Whit Bissell : Giulio

Acteurs non crédités
- David Bond : Gabor
- Edmund MacDonald : le capitaine Novak
- John Parrish : un ancêtre
- Francis Pierlot : le prêtre

## À noter
C'est un remake du film muet The Lady in Ermine réalisé par James Flood en 1927.
Il s'agit du dernier film de Lubitsch, qui meurt durant le tournage. Le film sera achevé par son coréalisateur, Otto Preminger.